# Paul Hauke
Paul Hauke (* 24. November 1884 in Köppernig, Landkreis Neisse, Provinz Schlesien; † 8. Januar 1954 in Nienburg/Weser) war ein deutscher Politiker (SPD). Er war Abgeordneter des Preußischen Landtages und Landesrat in der Oberschlesischen Provinzialverwaltung.

## Leben
Hauke, Sohn eines Schuhmachermeisters, besuchte die Volksschule in Köppernig, arbeitete zunächst als Handels- und Transportarbeiter in Breslau. 1900 trat er der Sozialdemokratischen Partei Deutschlands (SPD) bei. 1909 heiratete er Frieda Kirsch (1890–1972), die später für die SPD Abgeordnete des Reichstages wurde. Von 1910 bis 1918 war Hauke hauptamtlicher Parteisekretär in Gleiwitz. Mit seiner Frau war er 1918/19 Mitglied im Arbeiter- und Soldatenrat in Kattowitz und im Provinzialvolksausschuss. Von Dezember 1918 bis Januar 1919 leitete er die deutsche Propagandazentrale des Zentralen Volksrates in Kattowitz.
Von 1918 bis 1922 war Hauke Bezirksparteisekretär der SPD für Oberschlesien mit Sitz in Kattowitz, dann von 1922 bis 1925 in Hindenburg O. S. Von 1919 bis 1922 war Stadtverordneter in Kattowitz und Vorsitzender der SPD-Kreisorganisation. Von 1919 bis 1924 vertrat Hauke die SPD als Abgeordneter in der Preußischen Landesversammlung und im Preußischen Landtag. Von 1925 bis 1933 wirkte er als Landesrat in der Oberschlesischen Provinzialverwaltung in Ratibor und war zugleich stellvertretendes Mitglied des Preußischen Staatsrates.
Nach der „Machtergreifung“ der Nationalsozialisten war Hauke vom 20. Mai bis Anfang Oktober 1933 inhaftiert. Im Rahmen der „Aktion Gewitter“ wurde er zusammen mit seiner Frau am 21. August 1944 erneut festgenommen. Ende September 1944 kam er jedoch wieder frei.
Nach der Ausweisung aus Oberschlesien im November 1945 und nach Aufenthalt in mehreren Flüchtlingslagern siedelte Hauke 1948 nach Nienburg/Weser um. Hier wirkte Hauke als Ortsvereinsvorsitzender der SPD und als Vorsitzender der von ihm gegründeten Gruppe „Heimattreue Oberschlesier“. Diese Ämter musste er nach seiner Erblindung 1950 aufgeben.